# Blaskovics László
Blaskovics László (Rózsahegy, 1869. szeptember 19. – Budapest, 1938. szeptember 26.) szemész, egyetemi tanár, m. kir. egészségügyi főtanácsos.

## Élete
Apja Blaskovics Fridolin (1833–1908) mérnök, államvasúti igazgató, édesanyja Nákó Mária/Alexandrina (1840–1914) volt. Két leánytestvérével, Irénnel (1869–1921) és Margit Máriával (1874–1943) tízéves koráig szülőhelyén élt, itt végezte el az elemi iskolát. A család 1879-ben Budapestre került, s további tanulmányait a fővárosban folytatta. A középiskolai érettségit 1887-ben tette le, s már ez évtől a budapesti egyetem orvosi karának hallgatója lett. 1893-ban avatták orvosdoktorrá.
Grósz Emil és Schulek Vilmos felismerte műtéti kézügyességét, s a szemklinikára hívták. 1894-től Schulek professzor tanársegédjévé léptette elő a budapesti szemklinikán, 1900 és 1904 között pedig első tanársegéde, majd helyettese volt. 1905-ben a szemészeti műtéttanból magántanári képesítést szerzett. 1905-ben Schulek elhunyta után a trachoma-ügyek miniszteri megbízottjaként, s egyben a Szent István Közkórház trachomaosztályának rendelő főorvosaként dolgozott. 1907-től az újonnan berendezett Budapesti Állami Szemkórház (Illés utca, 83 ággyal; később a Kálvária téri új épülettel kiegészítve 105 ággyal) igazgató főorvosa, egészen 1927-ig. 1912-ben egyetemi rendkívüli tanári címet kapott. Az I. világháború idején (1914-től 1918-ig) a II. számú tartalékkórház szemészeti osztályának a vezetője volt, s a főváros területén létesült tábori kórházak szemész szakorvosi munkáját is ellátta. 1921-ben a közegészségügy terén kifejtett munkásságáért egészségügyi főtanácsossá nevezték ki. 1922-ben a debreceni egyetem szemészeti tanszékének vezetői beosztására hívták meg, e munkakört párhuzamosan a budapesti szemészeti klinika vezetésével, helyettesként 1924-ig látta el.
1928-tól a szemészet nyilvános rendes tanára a Pázmány Péter tudományegyetem szemészeti tanszékén, Hoór Károly halála után a II. számú szemklinika (Szigony utca) igazgatója. 1936-tól, Grósz Emil nyugalomba vonulása után az I. számú szemészeti klinikával történt összevonás folytán Budapest egyetlen szemklinikájának igazgatójaként tevékenykedett.

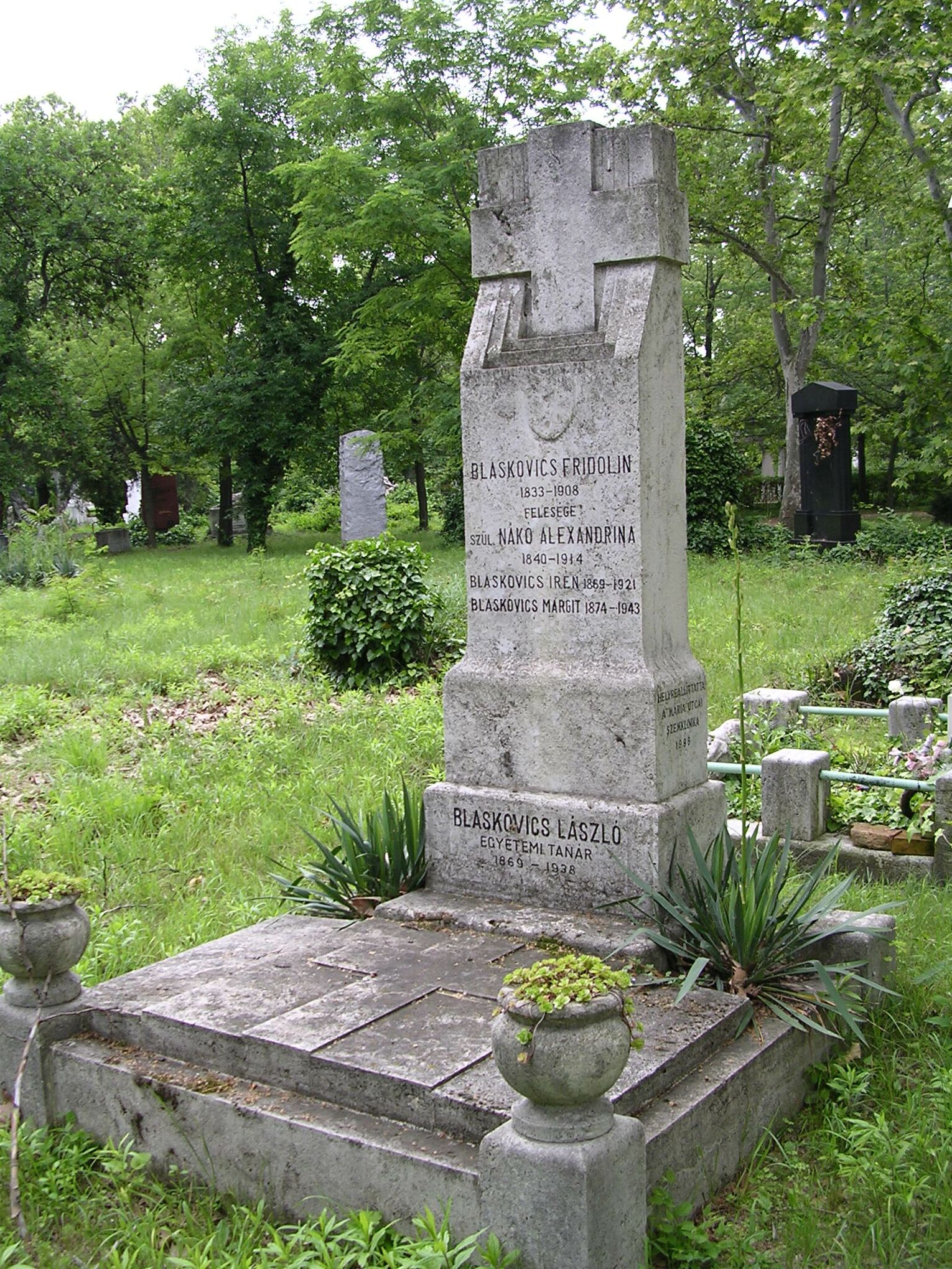
Sírja a Fiumei úti sírkertben, 2004-ben (18/1-2-13)

1904-ben Grósz Emil mellett a Magyar Szemorvostársaság életre hívói közé tartozott, s 1905. évi megalakulásától nyolc éven át a társaság titkára lett, majd 1922–1925 és 1934–1936 között az elnöki székét is betöltötte.
Tagja volt a Munkásbiztosító Felsőbíróság Orvosszakértői Tanácsának, az Igazságügyi Orvosi Tanácsnak, a Tisza István Tudományos Társaságnak és számos más tudományos és társadalmi egyesületnek.
Nem nősült meg, a tanítványai, „a Blaskovics-iskola neveltjei” jelentették a családját, akikkel – főként a budapesti lakásínség idején – 1918–1925-ig töltött sok időt, miután a szemklinika egyik orvosi lakását foglalta el. Izzasztó, nehéz műtét utáni megfázás szövődményeként súlyos tüdőgyulladást kapott, és néhány napos betegség után hunyt el. Tisztelői és tanítványai szeptember 29-én a Kerepesi temetőben kísérték utolsó útjára. Sírja a Nemzeti Sírkert részeként, 2004 óta védett.

## Munkássága
Sokat foglalkozott a látóképesség meghatározásával. 1923-ban Tabellae oxyoptricae címen az általa javasolt új számítások alapján látáspróbákat szerkesztett, ezek angol nyelven is megjelentek. Ebben vezette be az oxyoptria fogalmát.
A szemészeti műtéttan terén nemzetközileg is elismert gyakorlati és elméleti eredményeket ért el, több sebészeti eljárást vezetett be. Jelentősek voltak a szemhéjműtétei és a kancsalság sebészeti beavatkozással történő megszüntetésének általa kidolgozott eljárásai. Különösen a ptosis (szemhéjcsüngés) operációja tette világszerte ismertté a nevét. Új eljárásként a forradásos szemhéjbefordulás megszüntetésére teremtette meg a pillaváz-megfordítás (inversio tarsi) műtétjét. Foglalkozott a petyhüdéses szemhéjkifordulást megszüntető műtétek eljárásmódosításával, az öregkori szemhéjbefordulás elleni műtétje e baj keletkezését magyarázó elmélete alapján készült. A nevét viseli egy könnytömlő-kiirtási műtéti eljárás. Plasztikai helyreállító műtéteket is végzett (alsó szemhéjat pótló íves műtét pillaváz-átültetéssel; a kidülledés vagy az arcidegbénulás miatt tátongó szemrés műtétje a szemhéjat emelő izmon végzett inmetszéssel stb.) Jelentős eredményeket ért el a glaukóma, a trachoma és más szembetegségek gyógyítása terén.
„1910-től kezdve még külföldi szemorvosok is gyakran keresték fel, hogy mint »kurzisták« operálni tanuljanak tőle. Amellett, hogy az operáló kés virtuóza volt, rendszeresen új műtéti eljárásokat, módosításokat, eszközöket dolgozott ki. Közleményei alapján 27 eredeti új műtétet és 9 új műszerkonstrukciót lehet összeállítani.”

## Művei
1901-ig a publikációit az apja neve után kapott és anyakönyvezett születési nevével Blaskovics Fridolinként, 1902-ben Blaskovics F. Lászlóként írta alá, s csak ezután használta a Blaskovics László nevet.
Tanulmányai jelentek meg 1894-től folyamatosan az Orvosi Hetilap, Szemészet, Orvosképzés, Archives of Ophthalmology and Otology (New York) és német változata, az Archiv für Augen- und Ohrenheilkunde (Karlsruhe) , a Zeitschrift für Augenheilkunde, a Monatsschrift Ungarischer Mediziner oldalain. (60 tételt meghaladó, nem teljes bibliográfiáját Kreiker Aladár tette közzé először Blaskovics Lászlóról írt életrajza után
- Szemészeti műtéttan orvostanhallgatók és orvosok számára. Budapest, 1898.; 2. kiadása 1912.; 3. bővített kiadás 1936. (Német nyelven: Eingriffe am Auge, F. Enke kiadó, 1938.)
- Tabellae oxyoptricae ad methodum L. de Blaskovics constructie. — Második kiadás. Eggenberger kiadása, Budapest, 1926. (Négy nagy, két kis látáspróbatábla, átszámítási táblázattal.) 8 lap
- A székesfővárosi Szt. István-kórház trachoma-osztályának működése. 1906., 1908
- Szemoperálások. In: Grósz Emil–Hoór Károly: A szemészet kézikönyve, II. kötet. Budapest, 1909.
- A szem érzéstelenítése. Az érzéstelenítés kézikönyvében. Budapest, 1927.
- Engel Károly–Guszman József: A syphilis című munka szemészeti fejezete. Budapest, 1927.
- Eingriffe am Auge (társszerző: Kreiker Aladár). Stuttgart, 1938.
- Az olvashatóságról. /A Kis Akadémia Könyvtára 18/. Kis Akadémia K. Budapest 1935. 46 p.
- A látóélesség mai fogalmáról és az oxyoptriás látáspróbákról. Orvosi Hetilap, 67. évf. 30. szám, 1923. augusztus 5. 361–364. o.
- Az öregkori szemhéjkifordulás és befordulás oka. A debreceni Tisza István Tud. Társaság Munkái, 1923.

## Kitüntetései
- Vöröskereszt II. osztályú díszjelvénye (1915)
- Ferenc József-rend hadi ékítményes lovagkeresztje (1917)

## Emlékezete
- 1939-ben a Magyar Szemorvos-társaság megemlékezve volt elnökéről, emlékérmet készíttetett róla Reményi Józseffel (Felirata: „Duo si faciunt idem, non est idem”. Öntött, bronz, 99 mm) az érem képe
- Az Európai Szemész Kongresszus alkalmából 2010. március 7-én megjelent bélyegsor 1,- Ft-os bélyegén Imre József, Grósz Emil és Blaskovics László, a 2,- Ft-os bélyegen Allvar Gullstrand, Vlagyimir Petrovics Filatov(wd) és Jules Gonin látható.[14]